# Анджелина Джордан
Ангели́на Йо́рдан А́стар (на норвежки: Angelina Jordan Astar) известна и като Анджелина Джордан (10 януари 2006 г.) е норвежка авторка на песни и певица.
Като дете чудо печели сезона на норвежкия Got Talent на 8 години, пеейки класически джаз стандарти като „Gloomy Sunday“, „I'm a Fool To Want You“, „Bang Bang“ и „Summertime“.

## Кариера като певец
Изпълненията на Анджелина стават „вирусни“ в Ютюб и се появяват в списанието „Пийпъл“,  „Тайм“,   и други медии по света.  Тя също така сбъдва мечтата си да участва през 2014 г. на концерта на Нобелова награда за мир.
През септември 2014 г. Анджелина изпълнява „Fly Me to the Moon“ в американското телевизионно шоу „The View“.  Тя също така е участва в телевизионни предавания като Allsång på Skansen (Пеене на границата) и в TV4 в Швеция. Ппоявява се в ролята на малък гост в последния епизод от сезона от 2014 на сериала на Netflix „Lilyhammer“, където играе момиче, което пее в бар. 
През април 2016 г. тя изпълява „Fly Me to the Moon“ в американското телевизионно шоу за таланти Little Big Shots. 
През декември 2016 г. участва на концерта на живо „Алън Уокър се отправя към дома“ в Берген, Норвегия, където пее версии на „Sing me to Sleep“ и „Faded“. 
На 27 юни 2018 г. тя изпълни „Fly Me To The Moon“ в The O2 Arena , Лондон, за 85-ия рожден ден на Куинси Джоунс. 
На 15 юни 2018 г. излиза пълен албум със записи с щабната група на въоръжените сили на Норвегия (Forsvarets Stabsmusikkorps), наречен It's Magic .  На следващия ден Джордан и групата изпълниха целия албум на живо в концерт, на който присъства и премиерът на Норвегия.
През 2019 г. Джордан участва в концерт за бившия президент Барак Обама и други личности на конференцията „Brilliant Minds“ в Стокхолм.
През октомври 2019 г. тя участва в „America's Got Talent The Champions“, който се излъчва през януари и февруари 2020 г. Дебютира в конкурса, пеейки личен аранжимент на темата на Куин Bohemian Rhapsody, получавайки златния бутон и отивайки директно на финала. Версията, която тя изпълнява, получава похвала от официалния акаунт на Куин в Туитър. Второто представяне на Джордан, на финала, е преосмисляне на темата „Goodbye Yellow Brick Road“, базирана на версията на Сара Барей, която въпреки че беше добре приета, не стигна до финала.
През август 2020 г. мениджърът на Анджелина (чичо ѝ, Майкъл Астар) обявява, че подписва с Republic Records.  Първият и сингъл с лейбъла Million Miles е публикуван на 6 ноември 2020 г. в основните цифрови платформи.  Същият ден в официалния и канал в Ютюб е публикувано видео с официалните текстове.  Песента е продуцирана от норвежкото дуо Stargate, което също е съавтор на песента с Джордан.

## Други истории
През 2015 г. Анджелина публикува книгата „Mellom to hjerter“ („Между две сърца“), илюстрирана от баба ѝ Мери Замани. Книгата разказва историята на срещата на Анджелина с бедно момиче без майка в Азия, на което Анджелина дава обувките си. В замяна момичето обещава винаги да се моли за нея. Според Анджелина книгата е базирана на истински случай, и тя я посочва като причина винаги да пее боса.
През 2016 г. тя стартира свой собствен канал в YouTube. След дебюта си с Christmas EP-то „My Christmas“, издадено през 2014 г., тя издава „Angelina Jordan – The EP“ на 27 ноември 2017 г. и албума It's Magic (с участието на Forsvarets Stabsmusikkorps) на 15 юни 2018 г.

## Личен живот
Анджелина Джордан живее в Осло със семейството си. Тя има по-малка сестра от нея. Преди това са живели в други страни, като САЩ. Нейната майка е норвежка, Сара Астар (родена през 1984 г.), и е дъщеря на иранската художничка Мери Замани (родена през 1961 г.) и баща японец .  18
Анджелина е ученичка във Валдорфско училище Осло, в и след часовете посещава училището по музика и сценични изкуства в Осло, където получава уроци по пеене. Освен че пее, свири на пиано, цигулка и флейта. 
В началото на 2020 г. се премества в Лос Анджелис със семейството си.

## Дискография

### Албуми
- My Christmas (макси сингъл) – 14 декември 2014
- Angelina Jordan – Ел Пи – 27 ноември 2017
- It's Magic (с Forsvarets Stabsmusikkorps) – 15 юни 2018

### Сингли
- I Put a Spell on You – 2016
- Fly Me to the Moon – 2016
- Back to Black (с текст от Джордан) – 2017
- What is Life (Анджелина Джордан и Forsvarets Stabsmusikkorps) – 2018
- Shield – 2018
- Bohemian Rhapsody – 2020
- Million Miles – 2020
- 7th Heaven– 2021

### Колаборации
- Song for A – Нико Картозио с участието на Анджелина Джордан – 2019
- Above the Water – TRXD с участието на Анджелина Джордан – 2020

## Филмография (от IMDB)
- Сериал „Lillehammer“ – 2014 – (епизод „Loose Ends“) – млада певица
- ТВ поредица „Håp i ei Gryte“ – 2016 – (епизод „Fjerde Søndag i advent“) – млада певица

## Книги
- Между две сърца (2015) [18]

## Награди
- Победител „Norske Talenter“ – 2014